# Sungapan
Sungapan is een bestuurslaag in het regentschap Pemalang van de provincie Midden-Java, Indonesië. Sungapan telt 2784 inwoners (volkstelling 2010).